# Millettia borneensis
Millettia borneensis – gatunek pnącza z rodziny bobowatych (Fabaceae). Występuje naturalnie w Indonezji (wyspy Bali, Borneo, Sumatra), Malezji (Półwysep Malajski oraz stany Sabah, Sarawak) oraz w Brunei.
Ten gatunek został opisany przez F. Adema w 2000 roku.

## Rozmieszczenie geograficzne
Gatunek ten został zaobserwowany na Sumatrze, Borneo (Brunei, malezyjskie stany Sarawak i Sabah oraz indonezyjskie prowincje Borneo Zachodnie i Borneo Wschodnie), w Singapurze oraz na Półwyspie Malajskim. Jednak nie został on stwierdzony na liście kontrolnej wszystkich roślin naczyniowych flory Singapuru sporządzonej w 2009 roku. Dwa okazy zostały zarejestrowane w Singapurze, lecz miało to miejsce w 1857 i 1897 roku, dlatego też obecność tego gatunku w tym państwie pozostaje niepewna. Jedyny okaz na Sumatrze odnotowano w ogrodzie, który nie jest siedliskiem naturalnym. Wstępne jego opisy na Półwyspie Malajskim pochodzą z 1940 roku.

## Morfologia
PokrójPnącze dorastające do 4–50 m długości.
KwiatyO średnicy około 10 mm, barwy niebiesko-purpurowej.
OwoceSpłaszczone, zielone strąki o długości około 7 cm.

## Biologia i ekologia
Zasięg występowania gatunku przekracza próg dla zagrożonych kategorii, nawet jeśli występowanie gatunku od dawna nie jest potwierdzone na Półwyspie Malajskim, w Singapurze i na Sumatrze. Zaliczony został w Czerwonej księdze gatunków zagrożonych do gatunków najmniejszej troski. Jednak zalecane są dalsze badania w celu ustalenia aktualnego zasięgu geograficznego, stanu populacji i jej trendu oraz zagrożeń dla siedlisk tego gatunku.
Występuje w zacisznych, nizinnych (do wysokości 100 m n.p.m.) lasach z przewagą drzew z rodziny dwuskrzydlowatych Dipterocarpaceae. W lasach wtórnych zazwyczaj utrzymuje się jako pozostałość pierwotnej roślinności. Rośnie na glebach piaszczystych i wapiennych.

## Zagrożenia
Rozwój populacji ludzkich negatywnie wpływa na siedliska tego gatunku i jest zagrożeniem dla ich egzystencji. Dla siedlisk nizinnych zagrożeniem jest działalność rolnicza, przede wszystkim zakładanie plantacji pod produkcję oleju palmowego, plantacji kauczukowca, czy wskutek kontrolowanych pożarów. W Singapurze, w wyniku ekstensywnej urbanizacji, pozostało niewiele naturalnych siedlisk. Ponadto szacuje się, że ponad połowa naturalnym siedlisk lasów nizinnych na Borneo została zdegradowana. Rejestrowana jest odporność gatunku na powyższe zagrożenia.